# Coenosia distinguens
Coenosia distinguens är en tvåvingeart som beskrevs av Collin 1930. Coenosia distinguens ingår i släktet Coenosia och familjen husflugor. Arten har ej påträffats i Sverige. Inga underarter finns listade i Catalogue of Life.